# أحمد عريفي باشا
أحمد عريفي باشا (بالتركية: Ahmed Arifi Paşa) كان الصدر الأعظم للدولة العثمانية في الفترة ما بين  (28 يوليو 1879) حتى  (سبتمبر 1879). تُوفي في 1895 بمدينة إسطنبول.

## حياته
ولد عام 1819 في اسطنبول. هو ابن محمد شكيب باشا، الدبلوماسي العثماني ووزير الخارجية. رافق والده في بعثاته الدبلوماسية إلى عواصم أوروبية مختلفة، بما في ذلك روما وفيينا وباريس. اكتسب معرفة جيدة بالفرنسية.
بدأ خدمته المدنية في غرفة الباب العالي للترجمة. بعد ذلك، شغل المناصب التالية، على التوالي: كاتب رئيسي لسفارة فيينا، كاتب غرفة همايون لديوان أميدي، كاتب مؤتمر فيينا، وكاتب في مؤتمر باريس عام 1855.
أرسل في عام 1872 سفيرًا إلى فيينا. شغل منصب وزير الخارجية لأول مرة عام 1874، وللمرة الثانية عام 1877 وللمرة الثالثة (1882-1884). تولى منصب وزير التربية والتعليم عام 1875. في عام 1875، شغل منصب وزير العدل. نوفمبر 1875 - في مايو 1876 تم إرساله سفيراً إلى فيينا للمرة الثانية. ثم في عام 1877 تم تعيينه سفيرا لفرنسا في باريس.
عيّن في منصب الوزير الأعظم، الذي أعيد تأسيسه تحت اسم رئيس الوزراء سنة 1879، وبقي رئيساً للوزراء لمدة شهرين و 24 يوماً.
بعد إقالته، شغل منصب رئيس مجلس الدولة 3 مرات بين 19 أكتوبر 1879-12 سبتمبر 1880، و 30 نوفمبر 1882 - 2 ديسمبر 1882 و 25 سبتمبر 1885 - 4 سبتمبر 1891. بعد ذلك، ذهب إلى فيينا سفيراً للمرة الثالثة عام 1882.
انتخب باعتباره أحد الشخصيات البارزة في التشكيل الأول لمجلس الأعيان العثماني، وبعد ذلك عُيّن نائبًا لرئيس المجلس.
عرف عريفي باشا اللغات العربية والفارسية والفرنسية جيدًا. درس القانون والتاريخ. كان لديه خدمة عظيمة في إضفاء الطابع التركي على الشروط الدبلوماسية. وبالتعاون مع علي باشازاد علي فؤاد بك وإيثم بيرتيف باشا، بدؤوا بترجمة عمل ميشود التاريخي «Histoire des Croisades (تاريخ الصليبيين)» إلى اللغة التركية. لقد نشروا ترجمة لجزء من هذا العمل تحت اسم «Emr-ül-Acıb in Tarih-i Ehl-i Salib (أوامر غريبة لتاريخ الصليبيين)».
وتوفي عام 1895/96.